# Radio comunitaria

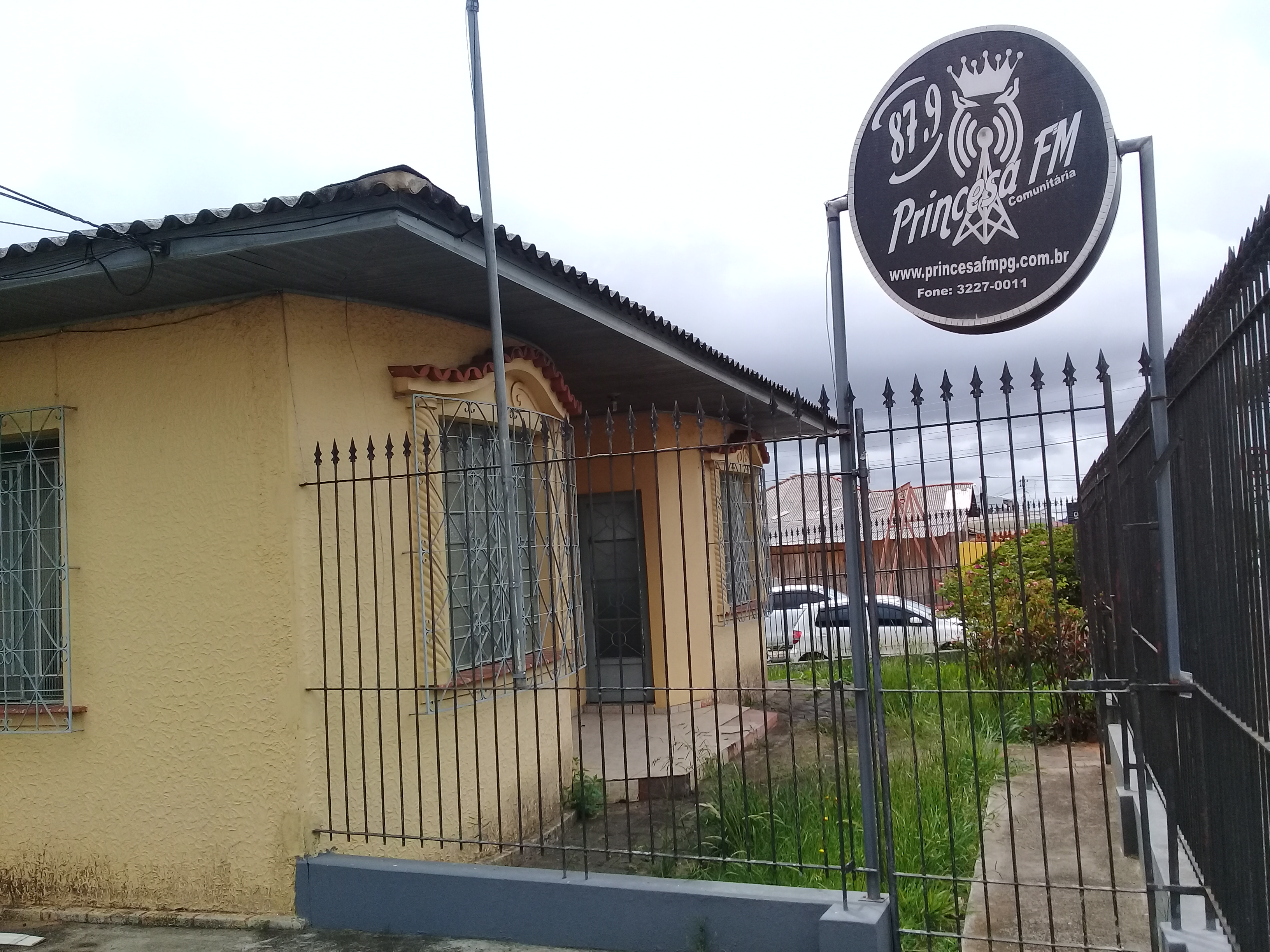
Princesa FM di Ponta Grossa, sud del Brasile un esempio di RC. Come indicato, la frequenza è 87.9 mHz, una delle accordature più comuni destinate a questo tipo di radio in questo paese.

Una radio comunitaria (conosciuta anche con il termine inglese community radio) è un servizio e formato radiofonico  alternativo alle radio commerciali e alla radio pubblica.
Queste emittenti spesso coincidono con comunità geografiche o di comune interesse. Trasmettono informazioni importanti e rilevanti per il territorio di interesse, un pubblico specifico. Spesso sono dirette e gestite dagli stessi membri della comunità a cui si rivolgono. Sono spesso nonprofit e usano un meccanismo di coinvolgimento individuale e di gruppi in cui possono raccontare storie, condividere esperienze, contribuendo ad arricchire il contenuto mediatico.
In Italia esistono moltissime radio comunitarie locali ma solamente una emittente comunitaria nazionale, Radio Maria.
Radio Freccia invece, che rilevò le frequenze di Radio Padania Libera , che per un periodo è stata la seconda radio comunitaria nazionale e che all'inizio del 2021 è stata acquistata da RTL 102.5 Hit Radio s.r.l., ne ha perso lo status in seguito all'applicazione della legge n.176/2020.

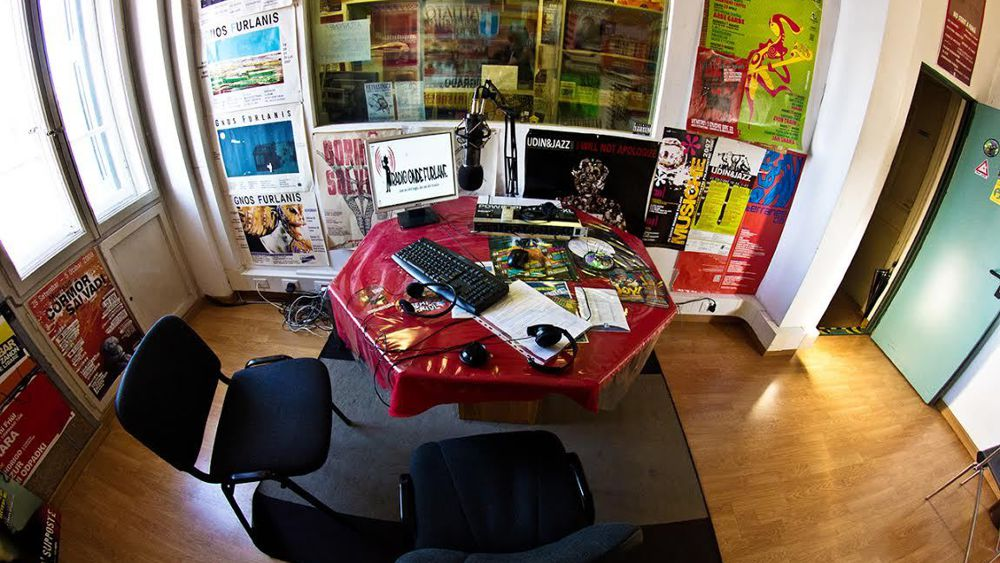
Gli studi di Radio Onde Furlane a Udine